# Іґнацій Балінський
Іґнацій Балінський (пол. Ignacy Baliński; 31 липня 1862, Регінов, Слонімський повіт, Гродненська губернія, Російська імперія) — 11 березня 1951, Садбері, Саффолк, Англія) — польський письменник, публіцист, громадський діяч, журналіст, редактор, юрист.

## Біографія
Із 1899 року — член правління Варшавського пруденційного фонду та допомоги письменникам і журналістам; до 1915 року — радник Генеральної прокуратури Царства Польського; радник столиці Варшави.
Перед Першою світовою війною працював у Варшаві у прокуратурі Царства Польського, займався громадською, журналістською та літературною діяльністю. Друкувався у низці газет та журналів, автор критичних статей у галузі літератури та театру. Опублікував кілька юридичних праць. Редагував газети «Życie Warszawskie», «Kurjer Warszawski» та «Wieczory Rodzinne», співпрацював із «Tygodnik Ilustrowany» та «Słowo».
Під час Першої світової війни входив до групи Міжпартійного гуртка. Був секретарем, згодом віцепрезидентом Польського шкільного товариства. У 1918 році став суддею Верховного суду та головою (президентом) міської ради Варшави, посаду якої він обіймав до 1927 року. У 1922—1927 роках обирався сенатором Сейму. Суддя Верховного суду; суддя Апеляційного суду у Варшаві; президент асоціації суддів та прокурорів.
Читав лекції з права у Варшавському університеті та Варшавському технологічному університеті.
Мав сина — поета Станіслава Балінського.
Із 1939 року жив у Великій Британії. Писав вірші. Автор спогадів про Варшаву. Похоронений на варшавському Повонзківському цвинтарі (Т-2-2).

## Нагороди
- Командор Ордену Відродження Польщі (посмертно)
- Хрест Незалежності
- Орден Почесного легіону
- Орден Корони Італії
- Орден Зірки Румунії ІІ класу
- Орден Трьох зірок ІІІ ступеня